# Kepler-103b
Kepler-103b es el primer exoplaneta descubierto alrededor de la estrella Kepler-103, ubicada en la constelación de Lyra. Su hallazgo se confirmó en 2014, después de que el Telescopio Espacial Kepler detectase varios tránsitos del objeto frente a su estrella. Su tamaño, de aproximadamente 3,47 radios terrestres (R⊕), se sitúa muy por encima del límite teórico establecido por los expertos, por lo que la probabilidad de que se trate de un planeta de tipo minineptuno es muy elevada.
El sistema Kepler-103 cuenta con otro exoplaneta confirmado, Kepler-103c, de 5,31 R⊕. El cual tiene una órbita más amplia. Estos dos objetos son los únicos descubiertos en el sistema tras la actualización del catálogo de exoplanetas confirmados de la NASA del 19 de noviembre de 2015.

## Características
Kepler-103 es una enana naranja tipo G, con una masa de 1,1 M☉ y un radio de 1,46 R☉.
El radio observado del planeta es de 3,47 R⊕, muy por encima del límite de 1,6 R⊕ que separa a los planetas telúricos de los de tipo minineptuno. Si la composición del objeto fuera similar a la de la Tierra, su masa sería de 9,86 M⊕ y su gravedad un 8 % superior a la terrestre.
Aunque Kepler-103 es una enana naranja de tipo G, Kepler-103b completa una órbita en torno a ella cada dieciséis días. Por tanto, su temperatura media superficial estimada a partir de su ubicación en el sistema y la luminosidad de su estrella, es de 595,65 °C, asumiendo una atmósfera y albedo similares a los de la Tierra. Sin embargo, si resulta ser un planeta terrestre, es probable que por la proximidad respecto a su estrella, la consecuente pérdida de agua, el anclaje por marea y la mayor actividad volcánica —a consecuencia de su masa y ubicación en el sistema—; sufra un efecto invernadero descontrolado que aumente significativamente sus temperaturas.
Por sus características, Kepler-103b pertenece a la categoría de no-habitable en la clasificación térmica de habitabilidad planetaria del PHL. En el improbable caso de que su perfil real permita la existencia de algún tipo de vida, sería ubicado en el rango de los hipertermoplanetas como consecuencia de sus altas temperaturas. El mismo laboratorio asigna un IST de 0,2 al objeto, un HZD de -2,31, un HZC de 2,45 y un HZA de -0,62.
Kepler-103b es el primer exoplaneta encontrado en el sistema Kepler-103. Poco después se descubrió Kepler-103c, de 5,31 R⊕.